# Ofiodon
Ofiodon (Ophiodon elongatus) – gatunek ryby z rodziny terpugowatych.

## Występowanie
Północno-zachodnie wybrzeża Pacyfiku od Alaski po Kalifornię. Być może pojawia się w Morzu Beringa. Żyje na głębokości do 476 m. Dorosłe osobniki przebywają w okolicy skał.

## Opis
Dorasta do 153 cm długości, jednak przeciętnie jest to od 61 do 76 cm. Jego masa zwykle wynosi 60 kg. Najstarszy zaobserwowany osobnik miał 25 lat.